# Bailadores
Bailadores ist die Hauptstadt des Bezirks (Municipio) Rivas Dávila im südwestlichsten der venezolanischen Bundesstaaten Mérida. Bailadores, in einer Hochebene der Kordilleren, im Tal des Mocotíes Flusses gelegen, ist für seine landwirtschaftlichen Produkte und als beliebtes Ausflugsziel bekannt.
Der Bezirk Rivas Davila ist in acht Gemeinden mit den Namen Gerónimo Maldonado, Las Playitas, Las Tapias, Otrabanda, La Villa (Bailadores), Bodoque, San Pablo und Mariño (Mesa de Adrián) unterteilt.

## Geschichte
Bailadores wurde auf Veranlassung des Richters Pedro de Sandes aus  Santa Fé de Bogotá von dem Hauptmann  Luis Martín Martín am 14. September 1601 gegründet.
Da Bailadores an einer der Hauptverbindungsstraßen der westlichen Kordilleren liegt und so das Zentrum des Landes mit dem Westen Venezuelas verbindet, ist der Ort auch während der Unabhängigkeitskämpfe eine wichtige Station gewesen.
Der Bezirk Rivas Dávila gilt neben der Hauptstadt Venezuelas Caracas als die geschichtsträchtigste Region des Landes.
Aufgrund seiner Lage als Passage durch die Kordilleren ist die Region bereits im 16. Jahrhundert als das Westliche Tor nach Mérida bekannt. Alle Freiheitskämpfer und Personen die für das Land Venezuela wichtig waren, sind hier entlang gekommen: Die ersten Eroberer (1558) ebenso wie Simón Bolívar (1813) oder die Comuneros (1881) und die Teilnehmer der Revolución Restauradora (1899).

## Geographie
Seit 1925 verbindet die Trans-Anden-Straße diese Region mit dem Landesinneren und den Tiefebenen Venezuelas. Besondere Höhepunkte entlang dieser Trans-Anden-Straße sind die Lagunen der Aldea Mariño (Las Palmas y Los Lirios) auf über 3000 Meter ü. M., das Panorama von Páramo de La Negra sowie der Wasserfall India Carú, im Stadtzentrum von Bailadores, der wie ein malerischer Hintergrund erscheint.

## Interessante Orte

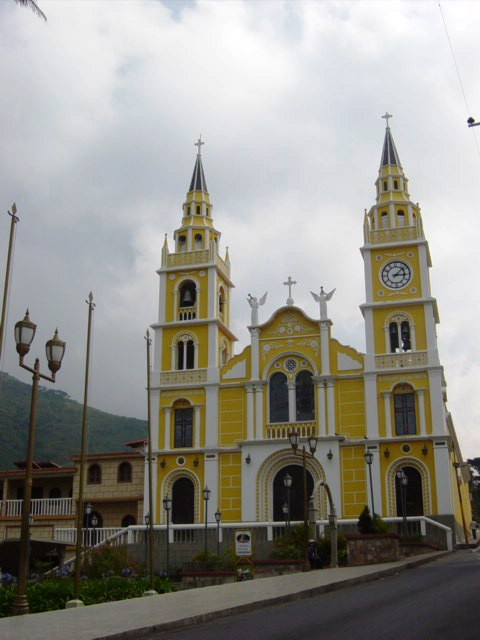
Das Diözesen-Heiligtum Unsere Liebe Frau von Candelaria in Bailadores, Venezuela.

- Das Diözesen-Heiligtum Unsere Liebe Frau vom Candelaria im gotisch-romanischen Stil
- Die Plaza Bolívar und Umgebung
- Das Haus der Geschichte der Belandrias (Haus Bolivariana) in der Simón Bolívar übernachtete.
- Das 2001 restaurierte Gemeindehaus
- Die Mühle las Tapias
- Die Piedra de Salado
- Die Cascada el Buque
- Der „Emme“ oder „M“ im Dorf las Playitas
- Das Geschichtsmuseum „Dr. Humberto Barillas“.

## Persönlichkeiten
- Gerardo Ernesto Salas Arjona (* 1966), römisch-katholischer Geistlicher und Bischof von Acarigua-Araure